# علم جمهورية جامايكا
أعتمد علم جامايكا في 6 آب - أغسطس من سنة 1962.

## معنى الوان العلم
- الأخضر: يرمز إلى الأمل وكذلك إلى الزراعة.
- الأسود: يرمز إلى القوة والإبداع لدى الشعب الجامياكي وكذلك يرمز إلى الأيام الصعبة التي تواجه جامايكا في الماضي وفي الحاضر.
- الأصفر: يرمز إلى أشعة الشمس وإلى الموراد الطبيعية لجامايكا.